# Песнопой (Кирджалійська область)
Песнопо́й (болг. Песнопой) — село в Кирджалійській області Болгарії. Входить до складу общини Ардино.

## Населення
За даними перепису населення 2011 року у селі проживали 12 осіб, з них 11 осіб (91,7%) — турки.
Розподіл населення за віком у 2011 році:
Динаміка населення: